# 김광필
김광필(1977년 5월 7일 ~ )은 대한민국의 배우이다.

## 생애
1993년 SBS 드라마에서 연기자로 첫 데뷔하였고 고등학교 3학년이던 1995년 KBS 한국방송공사 17기 슈퍼 탤런트로 정식 데뷔하였다. 2000년대 이후로는 연극 무대로 활동 분야를 넓히기도 했다.

## 출연작

### TV 드라마
- 1995년 SBS 《공룡선생》
- 1995년 KBS1 《사랑이 꽃피는 교실》
- 1995년 KBS1 《신세대 보고 어른들은 몰라요》
- 1995년 KBS1 《바람은 불어도》
- 1995년 KBS2 《좋은 남자 좋은 여자》
- 1995년 KBS2 《젊은이의 양지》
- 1995년 KBS2 《개성시대》
- 1995년 KBS2 《가면 속의 천사》
- 1995년 KBS2 《바람의 아들》
- 1995년 KBS2 《남자만들기》
- 1995년 KBS2 《목욕탕집 남자들》
- 1995년 KBS2 《또 하나의 시작》
- 1996년 KBS2 《파파》
- 1996년 MBC 《아이싱》
- 1996년 MBC 《전원일기》
- 1996년 KBS1 《하얀 민들레》
- 1996년 KBS2 《스타트》
- 1996년 KBS2 《오늘은 남동풍》
- 1997년 MBC 《세 번째 남자》
- 1997년 MBC 《남자 셋 여자 셋》
- 1997년 MBC 《방울이》
- 1997년 KBS2 《행복한 아침》
- 1997년 KBS2 《질주》
- 1997년 MBC 《레디 고!》
- 1998년 MBC 《마음이 고와야지》
- 1998년 KBS2 《킬리만자로의 표범》
- 1998년 KBS1 《은아의 뜰》
- 1998년 SBS 《홍길동》
- 1999년 SBS 《카이스트》
- 1999년 MBC 《여자 대 여자》
- 2000년 SBS 《덕이》
- 2002년 SBS 《오렌지》
- 2003년 KBS1 《무인시대》

### 영화
- 2002년 《마법의 성》